# Гунон, Жан-Марк
Жан-Марк Гуно́н (фр. Jean-Marc Gounon, 1 января 1963, Обена) — французский автогонщик, пилот Формулы-1 и 24 часов Ле-Мана.

## Биография
В 1986—1987 годах дважды становился вице-чемпионом Франции в Формуле-Рено, в 1989 году стал чемпионом Франции в Формуле-3, выступая за команду Oreca. На следующий год перешёл в Формулу-3000, где за три года одержал две победы в гонках. На двух последних этапах чемпионата мира Формулы-1 в 1993 году заменял Кристиана Фиттипальди в команде Minardi, оба раза не добрался до финиша. На следующий год участвовал во французском чемпионате кузовных автомобилей, в середине года заменил травмированного Андреа Монтермини в команде Формулы-1 Simtek. В семи гонках очков не набрал, лучшим результатом стало девятое место на финише Гран-при Франции. В последующие годы участвовал в чемпионатах FIA GT и ALMS.

## Результаты гонок в Формуле-1
| Легенда к таблице |                                                                    |
| --- | ------------------------------------------------------------------ |
| В таблице перечислены результаты всех Гран-при Формулы-1, в которых принимал участие гонщик. Строками таблицы являются сезоны, столбцами — этапы чемпионата мира. В каждой клетке указаны сокращённое название этапа и результат, дополнительно обозначенный цветом. Расшифровка обозначений и цветов представлена в нижеследующей таблице. |                                                                    |
| \| Пример \| Описание \| \| ------------ \| ------------------------------------------------------------------ \| \| 1 \| Победитель \| \| 2 \| Второе место \| \| 3 \| Третье место \| \| 5 \| Финишировал, заработав очки \| \| Сход \| Не финишировал, но при этом заработал очки \| \| 12 \| Финишировал, не получив очков \| \| НКЛ \| Финишировал, но не попал в финальную классификацию \| \| 15 \| Участвовал вне зачёта, либо по отдельной классификации \| \| 18 \| Не финишировал, но попал в финальную классификацию \| \| Сход \| Не финишировал \| \| НКВ \| Не прошёл квалификацию \| \| НПКВ \| Не прошёл предквалификацию \| \| ДСК \| Дисквалифицирован \| \| ИСК \| Исключён из протокола соревнований \| \| ТТ \| Заявлен для участия только в тренировках \| \| НС \| Участвовал в квалификации, но не стартовал в гонке \| \| Т \| Травмирован или болен \| \| ОТК \| Отказ от участия \| \| НТР \| Прибыл на соревнования, но на трассу не выезжал \| \| НПР \| Был заявлен в числе участников, но не прибыл к началу соревнований \| \| О \| Соревнования отменены \| \| \| Не участвовал \| \| Поул-позиция \| \| \| Быстрый круг \| \| |                                                                    |
| Пример | Описание                                                           |
| 1 | Победитель                                                         |
| 2 | Второе место                                                       |
| 3 | Третье место                                                       |
| 5 | Финишировал, заработав очки                                        |
| Сход | Не финишировал, но при этом заработал очки                         |
| 12 | Финишировал, не получив очков                                      |
| НКЛ | Финишировал, но не попал в финальную классификацию                 |
| 15 | Участвовал вне зачёта, либо по отдельной классификации             |
| 18 | Не финишировал, но попал в финальную классификацию                 |
| Сход | Не финишировал                                                     |
| НКВ | Не прошёл квалификацию                                             |
| НПКВ | Не прошёл предквалификацию                                         |
| ДСК | Дисквалифицирован                                                  |
| ИСК | Исключён из протокола соревнований                                 |
| ТТ | Заявлен для участия только в тренировках                           |
| НС | Участвовал в квалификации, но не стартовал в гонке                 |
| Т | Травмирован или болен                                              |
| ОТК | Отказ от участия                                                   |
| НТР | Прибыл на соревнования, но на трассу не выезжал                    |
| НПР | Был заявлен в числе участников, но не прибыл к началу соревнований |
| О | Соревнования отменены                                              |
| | Не участвовал                                                      |
| Поул-позиция |                                                                    |
| Быстрый круг |                                                                    |

| Сезон | Команда | Шасси        | Двигатель | Ш | 1   | 2   | 3   | 4   | 5   | 6   | 7     | 8      | 9        | 10       | 11     | 12       | 13     | 14  | 15       | 16       | Место | Очки |
| ----- | ------- | ------------ | --------- | - | --- | --- | --- | --- | --- | --- | ----- | ------ | -------- | -------- | ------ | -------- | ------ | --- | -------- | -------- | ----- | ---- |
| 1993  | Minardi | Minardi M193 | Ford      | G | ЮАР | БРА | ЕВР | САН | ИСП | МОН | КАН   | ФРА    | ВЕЛ      | ГЕР      | ВЕН    | БЕЛ      | ИТА    | ПОР | ЯПО Сход | АВС Сход | -     | 0    |
| 1994  | Simtek  | Simtek S941  | Ford      | G | БРА | ТИХ | САН | МОН | ИСП | КАН | ФРА 9 | ВЕЛ 16 | ГЕР Сход | ВЕН Сход | БЕЛ 11 | ИТА Сход | ПОР 15 | ЕВР | ЯПО      | АВС      | -     | 0    |